# Elena Yávar
Elena Yávar Romo, coniugata Grishame (Santiago del Cile, 3 aprile 1926 – ...), è stata una cestista cilena.

## Carriera
Con il Cile disputò i Campionati mondiali del 1953.